# Nuno Viveiros
Nuno Filipe Vasconcelos Viveiros (Machico, 22 giugno 1983) è un ex calciatore portoghese, di ruolo centrocampista.